# Coupe de l'Outre-Mer de football
La Coupe de l'Outre-Mer de football était une compétition française de football qui opposait les sélections des meilleurs joueurs de toutes les ligues de l'Outre-Mer tous les 2 ans.
Le vainqueur était sacré Champion ultramarin de football et jouait contre le vainqueur de la Ligue hexagonale de football pour obtenir le titre de meilleur ligue française de football.
Les sélections participant à cette compétition étaient différentes des équipes de ces mêmes territoires lors de compétitions internationales car elles furent constituées uniquement de joueurs évoluant dans les ligues locales de ces territoires.
Après trois éditions (2008, 2010 et 2012), la compétition est supprimée car jugée trop coûteuse par la Fédération française de football.

## Historique
Cette compétition a été créée en 2008 par la Fédération française de football (FFF) et la Ligue du Football Amateur (LFA) pour remplacer la Coupe des clubs champions de l'Outre-Mer.
La première édition de cette compétition a eu lieu du 24 septembre au 4 octobre 2008 en Île-de-France.
Le trophée décerné au vainqueur présente une forte ressemblance avec le trophée Charles Simon,
attribué à la Coupe de France de football.
Le 23 décembre 2013, le Président de la Ligue réunionnaise de football, Yves Ethève, annonce la suppression de la compétition. La Fédération française de football juge la compétition trop chère à organiser. Un tournoi Antilles-Guyane est néanmoins organisé à la Guadeloupe en avril 2014.
L'édition 2014 n'aura donc pas lieu. La Réunion restera l'équipe la plus titrée du tournoi, avec deux titres en 2008 et 2012. La Coupe de l'Outre-Mer n'est même plus mentionnée sur le site officiel de la Fédération.

## Règlement
Dans le cadre de cette compétition, il ne peut y avoir de match nul. Ainsi, si à la fin du temps réglementaire, les deux équipes sont encore à égalité, il n'y a pas de prolongation mais une séance de tirs au but pour désigner le vainqueur du match.
Lors de la phase de poule, les points pour le classement sont attribués de la sorte :
- victoire avant la fin réglementaire : 4 pts
- victoire aux tirs au but : 2 pts
- défaite aux tirs au but : 1 pts
- défaite avant la fin du temps réglementaire: 0 pts

## Palmarès
| Édition | Lieu          | Vainqueur  | Finaliste  | Troisième  | Quatrième |
| ------- | ------------- | ---------- | ---------- | ---------- | --------- |
| 2008    | Île-de-France | La Réunion | Martinique | Guadeloupe | Guyane    |
| 2010    | Île-de-France | Martinique | La Réunion | Guadeloupe | Mayotte   |
| 2012    | Île-de-France | La Réunion | Martinique | Guadeloupe | Mayotte   |

## Bilan par sélections
| Sélection                | Participations | Édition 2008 | Édition 2010 | Édition 2012 |
| ------------------------ | -------------- | ------------ | ------------ | ------------ |
| La Réunion               | 3              | 1            | 2            | 1            |
| Martinique               | 3              | 2            | 1            | 2            |
| Guadeloupe               | 3              | 3            | 3            | 3            |
| Mayotte                  | 3              | 6            | 4            | 4            |
| Guyane                   | 3              | 4            | 5            | 5            |
| Nouvelle-Calédonie       | 3              | 5            | 7            | 7            |
| Tahiti                   | 3              | 7            | 6            | 6            |
| Saint-Pierre-et-Miquelon | 2              | -            | 8            | 8            |